# Łatana Wielka
Łatana Wielka (deutsch Groß Lattana, 1938 bis 1945 Großheidenau) ist ein kleines Dorf in der polnischen Woiwodschaft Ermland-Masuren. Es gehört zur Gmina Wielbark (Stadt- und Landgemeinde Willenberg) im Powiat Szczycieński (Kreis Ortelsburg).

## Geographische Lage
Łatana Wielka liegt im Lattanabruch (polnisch Bagna Łatana) in der südlichen Mitte der Woiwodschaft Ermland-Masuren, nur wenige Kilometer von der Grenze zur Woiwodschaft Masowien entfernt, die hier einst die Staatsgrenze zwischen Deutschland und Pollen bildete. Die Kreisstadt Szczytno (deutsch Ortelsburg) liegt 20 Kilometer in nördlicher Richtung.

## Geschichte

### Ortsgeschichte
Auf königliche Anordnung begann man ab 1767 zu prüfen, ob im Lattanabruch „Etablissements“ angelegt werden könnten. Ein entsprechender Plan zur Durchführung wurde 1782 vorgelegt, den der König dann am 31. Oktober 1785 genehmigte – unter der Voraussetzung: „Die Siedlungen müssen nicht als geschlossene Dörfer angelegt, sondern die Häuser in einer gewissen Entfernung von der polnischen Grenze...auseinander placieret werden“. Die Arbeiten begannen 1794. Bereits 1795/96 waren die Etablissements im Entstehen, und 1801 war Groß Lattana im Aufbau fertig. Es wurde von weit verstreut liegenden kleinen Höfen gebildet.
Am 16. Juli 1874 wurde Groß Lattana Amtsdorf und damit namensgebend für einen Amtsbezirk, der – am 15. November 1938 in „Amtsbezirk Großheidenau“ umbenannt – bis 1945 bestand und zum Kreis Ortelsburg im Regierungsbezirk Königsberg (ab 1905: Regierungsbezirk Allenstein) in der preußischen Provinz Ostpreußen gehörte.
Im Jahre 1910 waren in Groß Lattana 204 Einwohner registriert. Ihre Zahl belief sich im Jahre 1933 auf nur noch 164.
Aufgrund der Bestimmungen des Versailler Vertrags stimmte die Bevölkerung in den Volksabstimmungen in Ost- und Westpreussen am 11. Juli 1920 über die weitere staatliche Zugehörigkeit zu Ostpreußen (und damit zu Deutschland) oder den Anschluss an Polen ab. In Groß Lattana stimmten 132 Einwohner für den Verbleib bei Ostpreußen, auf Polen entfiel eine Stimmen.
Am 3. Juni – amtlich bestätigt am 16. Juli – 1938 wurde Groß Lattana aus politisch-ideologischen Gründen der Abwehr fremdländisch klingender Ortsnamen in „Großheidenau“ umbenannt. Die Landgemeinde zählte 1939 noch 137 Einwohner.
In Kriegsfolge wurde 1945 das gesamte südliche Ostpreußen an Polen überstellt, somit auch Großheidenau. Das Dorf erhielt die polnische Namensform „Łatana Wielka“ und ist heute mit dem Sitz eines Schulzenamtes (polnisch Sołectwo) eine Ortschaft im Verbund der Gmina Wielbark (Stadt- und Landgemeinde Willenberg) im Powiat Szczycieński (Kreis Ortelsburg), bis 1998 der Woiwodschaft Olsztyn, seither der Woiwodschaft Ermland-Masuren zugehörig. Die Zahl der Einwohner belief sich im Jahre 2011 auf 93.
Im Ort war bis 1945 die Grenzpolizei stationiert. Das zweistöckige Fachwerkgebäude ist bis heute erhalten und befindet sich in Privatbesitz.

### Amtsbezirk Groß Lattana/Großheidenau (1874–1945)
Der Amtsbezirk Groß Lattana resp. Großheidenau bestand in der gesamten Zeit seines Bestehens aus 15 Gemeinden:
| Deutscher Name            | Geänderter Name (1938 bis 1945) | Polnischer Name   |
| ------------------------- | ------------------------------- | ----------------- |
| Alt Werder                |                                 | Ostrowy           |
| Borken (b. Willenberg)    | Borkenheide                     | Borki Wielbarskie |
| Groß Lattana              | Großheidenau                    | Łatana Wielka     |
| Jakobswalde               |                                 | Jakubowy Borek    |
| Kiparren                  | Wacholderau                     | Kipary            |
| Klein Latana              | Kleinheidenau                   | Łatana Mała       |
| Lysack                    | (ab 1933:) Kahlfelde            | Łysak             |
| Neu Werder                |                                 | Maliniak          |
| Nowojowitz                | (ab 1934:) Neuenwalde (Ostpr.)  | Nowojowiec        |
| Röblau                    |                                 | Lejkowo           |
| Sabiellen                 | Hellengrund                     | Zabiele           |
| Schrötersau               |                                 | Zapadki           |
| Sendrowen                 | Treudorf                        | Sędrowo           |
| Wagenfeld                 |                                 | Olędry            |
| Waldpusch (b. Willenberg) |                                 | Stachy            |

## Kirche

### Evangelisch
Evangelischerseits war Groß Lattana resp. Großheidenau bis 1945 in die Kirche Willenberg (Wielbark) in der Kirchenprovinz Ostpreußen der Kirche der Altpreußischen Union eingegliedert. Im Schulgebäude in Groß Lattana wurden von den Willenberger Pfarrern sporadisch Gottesdienste gehalten. Heute gehört das Dorf zur evangelischen Pfarrei in Szczytno (Ortelsburg) in der Diözese Masuren der Evangelisch-Augsburgischen Kirche in Polen.

### Römisch-katholisch
Katholischerseits war Groß Lattana/Großheidenau vor 1945 zur Pfarrkirche in Groß Leschienen (polnisch Lesiny Wielkie) hin ausgerichtet, die seinerzeit dem Bistum Ermland zugehörig war. Heute besteht die Ausrichtung zu genau derselben Kirche, die jetzt allerdings im Erzbistum Ermland liegt.

## Schule
Die Dorfschule in Groß Lattana war einer Gründung Friedrich Wilhelms III. und besaß vor 1945 zwei Klassen. Hier wurden auch die Kinder aus Klein Lattana (polnisch Łatana Mała) und Wagenfeld (Olędry) unterrichtet. Das Schulgebäude war um 1900 errichtet und 1929 weiter ausgebaut worden. Die Schule brannte im Zweiten Weltkrieg ab. Nach 1945 wurde in einem früheren Wohnhaus eine neue Schule eingerichtet.
In einem Anbau des alten Schulgebäudes befand sich ein Raum mit einem Altar, der für Gottesdienste genutzt wurde. 1926 wurde neben dem Schulgebäude ein hölzerner Glockenturm errichtet.

## Verkehr
In Łatana Wielka treffen mehrere Nebenstraßen aus dem regionalen Bereich zusammen. Eine Anbindung an den Bahnverkehr besteht nicht.

## Persönlichkeiten
- Johann Krischick (* 5. Mai 1886 in Groß Lattana), deutscher Landwirt und Politiker († 1958)